# Atiq-moskee (Ghadames)
De Atiq-moskee bevindt zich in de stad Ghadames, in het westen van Libië. Het werd oorspronkelijk gebouwd in 1258 en het is een van de belangrijkste en grootste moskeeën van de oude binnenstad van Ghadames.

## Geschiedenis
Ghadames heeft meer dan twintig moskeeën in de zes wijken in de oude stad. Een van de grootste moskeeën is de Atiq-moskee, die is gemaakt van lemen baksteen en minimale versieringen heeft. Aanvankelijk werd het gebouwd in 1258.
Een historische moskee genaamd de Atiq-moskee in Ghadamès, ook wel bekend als de oude moskee van Ghadamès, is gelegen in de historische stad Ghadames in de regio Nalut in het noordwesten van Libië. De vroegste geschiedenis van de moskee dateert uit de tijd van de islamitische veroveringen in de zevende eeuw na Christus, waarna de moskee werd gerestaureerd en uitgebreid. Na volledig verwoest te zijn tijdens de Tweede Wereldoorlog, werd de moskee gereconstrueerd met behoud van het kenmerkende architectonische ontwerp.
De Atiq-moskee, die deel uitmaakt van de oude binnenstad van Ghadames, werd in 1986 opgenomen op de Werelderfgoedlijst van UNESCO.